# Between Man and Beast

Between Man and Beast est un film muet américain réalisé par Colin Campbell et sorti en 1917.

## Fiche technique
- Réalisation : Colin Campbell
- Scénario : William E. Wing
- Date de sortie :
  - États-Unis : 8 septembre 1917

## Distribution
- Bessie Eyton
- Wheeler Oakman
- Roy Watson
- Sally Edwards
- A.S. Stecker
- Lucille Carter